# Anett Pötzsch
Anett Pötzsch (Karl-Marx-Stadt, 3 settembre 1960) è un'ex pattinatrice artistica su ghiaccio tedesca, vincitrice della medaglia d'oro ai giochi olimpici invernali del 1980, in rappresentanza della Germania est.

## Palmarès
| Internazionali                     | Internazionali | Internazionali | Internazionali | Internazionali | Internazionali | Internazionali | Internazionali | Internazionali | Internazionali | Internazionali |
| Evento                             | 1971–72        | 1972–73        | 1973–74        | 1974–75        | 1975–76        | 1976–77        | 1977–78        | 1978–79        | 1979–80        | 1980–81        |
| ---------------------------------- | -------------- | -------------- | -------------- | -------------- | -------------- | -------------- | -------------- | -------------- | -------------- | -------------- |
| Giochi olimpici invernali          |                |                |                |                | 4°             |                |                |                | 1°             |                |
| Campionati mondiali                |                | 14°            | 11°            | 8°             | 4°             | 2°             | 1°             | 2°             | 1°             |                |
| Campionati europei                 |                | 8°             | 7°             | 3°             | 2°             | 1°             | 1°             | 1°             | 1°             |                |
| Blue Swords                        | 4°             | 5°             | 2°             | 2°             | 2°             | 1°             |                |                | 1°             | 1°             |
| Praga Skate                        | 2°             |                |                |                |                |                |                |                |                |                |
| Golden Spin                        |                |                | 1°             |                |                |                |                |                |                |                |
| Skate Canada                       |                |                |                | 2°             |                |                |                |                |                |                |
| Nazionali                          |                |                |                |                |                |                |                |                |                |                |
| Campionati della Germania dell'Est | 4°             | 3°             | 2°             | 2°             | 1°             | 1°             | 1°             | 1°             | 1°             |                |